# Сосновский проспект
Сосно́вский проспект — меридиональный проспект в историческом районе Пороховые Красногвардейского административного района Санкт-Петербурга. Проходит от Рябовского шоссе до реки Лапки по границе Ржевского лесопарка. Параллелен улице Коммуны. Фактически представляет собой грунтовую дорогу.

## История

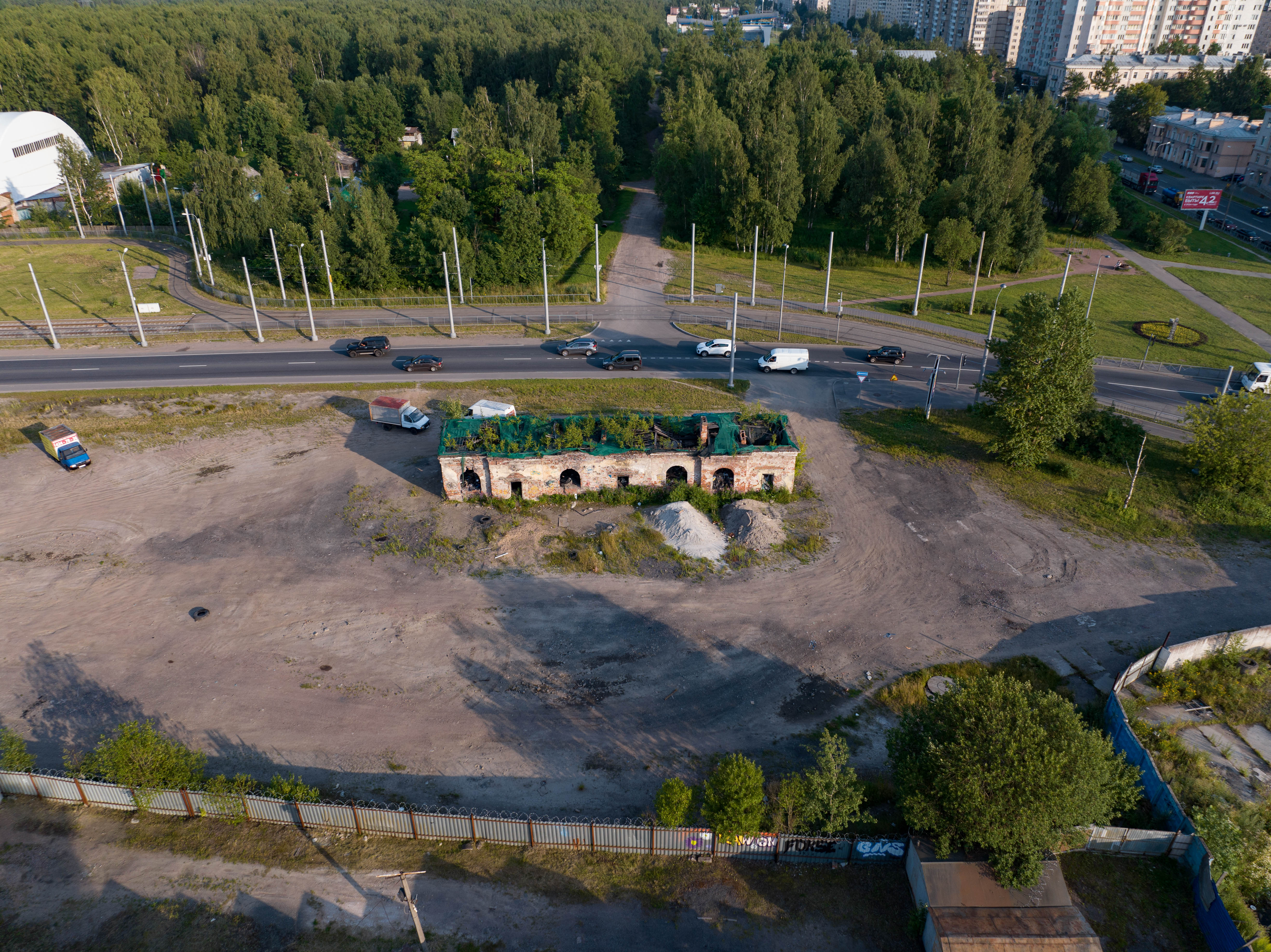
Вид на Сосновский проспект от Рябовского шоссе (съемка с воздуха)

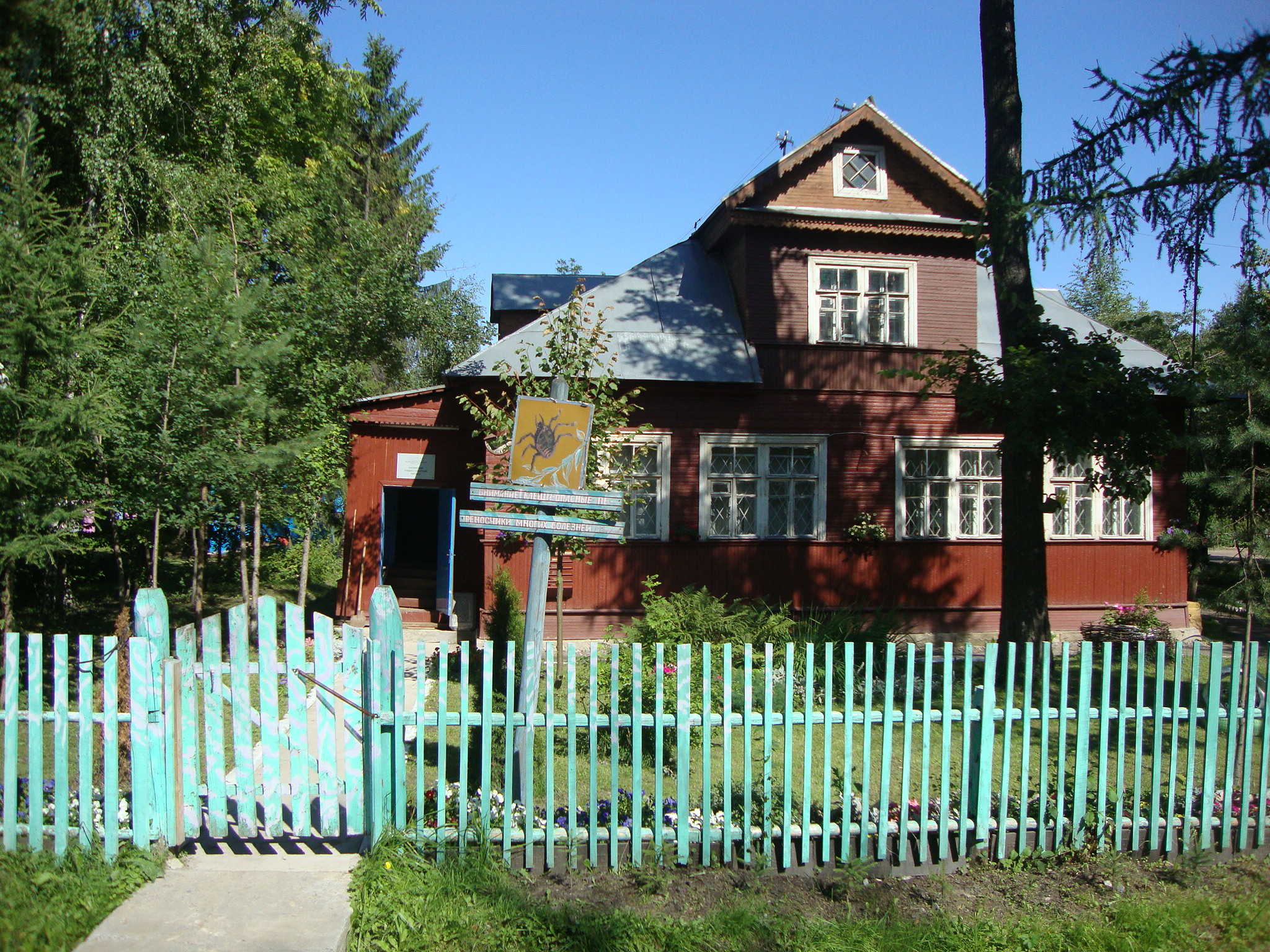
Здание Охтинского лесхоза

Название известно с 1918 года и связано с сосновыми насаждениями Ржевского лесопарка.

## Пересечения
С севера на юг (по увеличению нумерации домов) Сосновский проспект пересекают следующие улицы:
- Рябовское шоссе — Сосновский проспект примыкает к нему.

## Транспорт
Ближайшие к Сосновскому проспекту станции метро — «Ладожская» (около 4,2 км по прямой от конца проспекта) и «Проспект Большевиков» (около 4,3 км по прямой от конца проспекта) 4-й (Правобережной) линии.
Движение наземного общественного транспорта по Сосновскому проспекту отсутствует.
Проезд от станции метро «Ладожская» — трамваем № 64; автобусами № 27, 30, 77 и 92.
Проезд от станции метро «Проспект Большевиков» — автобусом № 102.
Проезд от станции метро «Площадь Ленина» — автобусом № 37.

## Общественно значимые объекты
- Охтинский учебно-опытный лесхоз Лесотехнического университета — дом 2;
- Ржевский лесопарк;
- спортивный комплекс «Газпром» — улица Коммуны, дом 47;
- стадион хоккея на траве;
- Санкт-Петербургское училище олимпийского резерва № 2 (у конца проспекта) — улица Коммуны, дом 39.